# 法華津氏
法華津氏（ほけつし）とは、日本の氏族の一つである。本姓は清原氏とされ、法華津殿清原氏あるいは清家氏を称した。

## 概要
伊予国宇和郡法華津浦が起源であり、法華津本城を中心に勢力をもった。室町時代から戦国時代にかけては伊予西園寺氏に従い、水軍を率いた。後に長宗我部氏に寝返り、その後は小早川隆景に付いたが、天正16年（1588年）、宇和郡に入部した戸田勝隆から下城を命ぜられ、没落した。以降、豊後に逃れ、現在でも大分県に多くみられる。
一部の子孫は伊予吉田藩で馬術師範を務めた。
実業家で馬術選手の法華津寛はこの家系である。